# AgustaWestland AW609

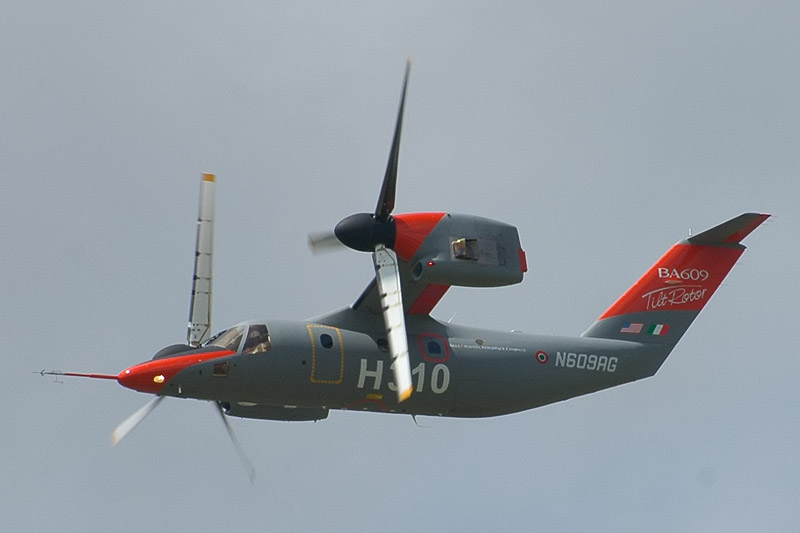
AW609 in vliegtuigstand op de Paris Air Show 2007

De AgustaWestland AW609 is een tweemotorig burgervliegtuig van het type tiltrotor (VTOL), gelijkend op de V-22 Osprey.

## Ontwikkeling, productie en orders
Het werd ontwikkeld door Bell/Agusta Aerospace Company (BAAC), een joint venture van Bell Helicopter Textron en AgustaWestland.
In de zomer van 1999 werden al 77 orders geplaatst, 41 opdrachtgevers uit 18 landen, daaronder 8 Europese samen goed voor 15 stuks. Dit betekende dat de productie tot 2004 was uitverkocht. De eerste stuks worden in de Verenigde Staten gebouwd, later komen er tevens twee productielijnen in Italië.

## Eigenschappen
- Kruissnelheid: 510 km/h.
- Maximum vliegbereik: 1.415 km (met hulptanks 1.880 km).